# Symbian Foundation
La Symbian Foundation è stata una organizzazione non-profit che aveva il compito di gestire la piattaforma Symbian, un sistema operativo per smartphone basato su Symbian OS, in passato di proprietà di Symbian Ltd., che lo distribuiva sotto licenza. Symbian Foundation non sviluppava la piattaforma, ma aveva il compito di "evangelizzare", coordinare lo sviluppo e assicurare la compatibilità della piattaforma. La fondazione forniva anche una serie di servizi chiave ai suoi membri e alla comunità, per esempio aveva la responsabilità di integrare, compilare e distribuire il codice sorgente di Symbian. 

## Descrizione
Altri servizi offerti dalla fondazione includevano:
- Software development kits e strumenti di sviluppo
- Documentazione ed esempi di codice
- Forum di discussione e mailing list
- Symbian Signed[1]

Le release della piattaforma Symbian seguono la seguente convenzione sul nome: Symbian^1, Symbian^2 etc. (pronunciate "Symbian uno", "Symbian due"). L'accesso all'intero codice sorgente di Symbian^2 è ancora limitata alle organizzazioni membri della fondazione, ma tutte le organizzazioni possono diventare membri della Symbian Foundation.
Il 4 febbraio 2010, è stata distribuita la release Symbian^3 sotto licenza Eclipse Public License (EPL), una licenza open source. Symbian Foundation riporta questo evento come la più grande transizione da codice proprietario a codice open source della storia.
Diversamente da Symbian OS, che aveva bisogno di essere completato da un'addizionale interfaccia utente (S60, UIQ o MOAP(s)), la piattaforma Symbian includeva un'interfaccia utente propria.
La fondazione era costituita da Nokia, Sony Ericsson, NTT DoCoMo, Motorola, Texas Instruments, Vodafone, LG Electronics, Samsung Electronics, STMicroelectronics e AT&T.
La fondazione Symbian si sciolse il 1º gennaio 2014, dopo che nel 2013 Nokia, l'ultimo utilizzatore di Symbian, aveva deciso di terminare la produzione di dispositivi dotati di Symbian.

## Symbian Exchange and Exposition
Symbian ospitava un evento annuale per la sua comunità, membri e individui che lavoravano nel mondo dell'Open Source. Questo evento era conosciuto come Symbian Exchange and Exposition (SEE).
Nel 2009 si è svolto a Londra (Earls Court) il 27–28 ottobre e ha visto la partecipazione all'inaugurazione di Jimmy Wales, fondatore di Wikipedia e Geoffrey Moore, autore di Crossing the Chasm.